# 武田頼政
武田 賴政（たけだ よりまさ、1958年（昭和33年）11月30日 - ）は、日本のジャーナリスト・ノンフィクションライターである。

## 来歴・人物
静岡県浜松市出身。興誠高等学校、京都産業大学経済学部卒業。専門は軍事と航空であり、「航空ジャーナル」記者をしていた。廃刊のため1988年（昭和63年）に講談社「週刊現代」の専属記者を経てフリー。1995年には坂本堤弁護士一家殺害事件の全容を逮捕前の実行犯（岡﨑一明、元死刑囚）から聞き出し、「週刊現代」誌上でスクープした。
大相撲における八百長疑惑報道でも知られ、民放テレビのワイドショーに出演する際は「相撲ジャーナリスト」と呼ばれることもある。週刊現代で執筆した一連の相撲報道で、第14回編集者が選ぶ雑誌ジャーナリズム賞（2008年）の大賞を受賞した。ところが、八百長関連記事は相撲協会や親方、力士らから損害賠償請求訴訟を起こされている。

## 大相撲問題

### 2007年以前の週刊現代誌上の記事
2004年（平成16年）と2005年（平成17年）に、週刊現代で貴乃花光司に関する記事を書いた。「当時の二子山親方（元大関貴ノ花）に無断で土地の権利書を持ち出した」「貴乃花が同部屋の若乃花と貴ノ浪に敗れた三度の優勝決定戦は八百長」という内容である。貴乃花と妻の花田景子は名誉を傷付けられたとして講談社などに訴訟を起こした。2009年（平成21年）2月16日東京地裁に原告側の証人として貴乃花が、被告側の証人として武田が出廷。また、初代若乃花の花田勝治、花田景子、藤田紀子、花田勝（元若乃花）、松ヶ根親方（元大関若嶋津）が証人申請されたが、却下されている。貴乃花は記事の内容が全て事実無根であると発言した。講談社側は権利書の記述について当時の別の週刊誌に掲載された貴乃花のインタビューを証拠として提出、貴乃花は「覚えていない」とした。武田は若乃花との八百長についての証言者が藤田であると話した。
2009年（平成21年）7月13日、東京地裁は被告側に「武田が執筆した週刊現代、および同様に訴訟の対象となっていた月刊現代に謝罪広告の掲載」「847万円の支払い」を命じた。裁判長は記事に対し「大半が事実とは認められない」と指摘した。裁判所の判決に対し、講談社広報室は控訴する意向を明かした。
2010年（平成22年）9月29日、東京高等裁判所は1審を支持し、控訴を棄却した。また、「社内での権利侵害の防止体制が不十分である」とし、野間佐和子代表取締役社長にも賠償を命じた。

### 八百長問題の連載と裁判
2007年（平成19年）1月から、「週刊現代」誌上で「横綱・朝青龍の八百長を告発する」とする記事を執筆。朝青龍の15回の優勝のうち11回について白星を80万円で買ったものだとする内容。朝青龍は疑惑を完全否定し、相撲協会も、八百長にかかわったとされた力士に事情聴取し、全員が否定した。2月23日、相撲協会が「週刊現代」発行元の講談社と武田に損害賠償請求訴訟を起こした。協会および朝青龍をはじめとする力士17名が起こした訴訟（第一次提訴）と、2007年（平成19年）4月13日、豊ノ島ら別の力士15名が起こした訴訟（第三次提訴）は2007年（平成19年）5月31日の第2回口頭弁論の際に併合審理されることが決まった。また、武田は同誌に北の湖親方が1975年3月場所に大関貴ノ花との優勝決定戦で八百長をしたと記述した。これについて、2007年（平成19年）4月3日に北の湖が提訴（第二次提訴）した。
同年5月、武田は「週刊現代」誌上で、2006年7月場所の千秋楽で、綱取りがかかった大関白鵬の師匠である年寄の宮城野親方（元十両金親）が、朝青龍から300万円で星を買ったという旨の証拠音声を入手したと報道し、同誌のウェブサイトでその音声の前半部を公開した。宮城野親方は事実無根と否定した。また、武田はこの八百長に北の湖理事長が関与したと主張しており、この件で2008年7月9日に協会と北の湖は提訴をした（第四次提訴）。日本相撲協会は7月9日、武田と「週刊現代」編集長の加藤晴之、発行人渡瀬昌彦の三人を新たに刑事告訴した。
一方で2011年2月、大相撲八百長問題が発覚。これにより「相撲協会の虚偽の主張によって名誉を傷つけられた」として損害賠償請求訴訟を提起することを27日に表明。

### 力士暴行死事件
「週刊現代」の「時太山はリンチで殺された」（2007年（平成19年）7月23日発売）で、時津風部屋力士暴行死事件で犠牲となった時太山の死亡事件を報じた。記事では、時太山が死亡する前夜、第十五代時津風（元小結・双津竜）がビール瓶で殴り、「お前らもやっていいから」と言ったことがきっかけで兄弟子たちの集団リンチが始まったことや、事件発覚後の親方による口裏合わせについて記した。

### 裁判の経過と判決
第一次提訴・第三次提訴
2008年（平成20年）10月3日に東京地裁で行われた口頭弁論では、被告側証人として武田と板井圭介、原告側証人として朝青龍が出廷した。板井は自身の現役時代に八百長が行われていたことを証言する一方、裁判の争点となっている朝青龍らの八百長に関しては「全然知らない」と答えた。武田は金銭の授受があったが、その具体的な証拠や証言者は明かせないとした。日本相撲協会側の弁護士の質問の返答で、支度部屋に入ったことがないことを認めている。また、自身が八百長に関与していると報じた力士のうち、過去に魁皇、栃東、朝青龍の三人に取材をしたと述べ、詳細を当時証人申請していた元若ノ鵬が証言してくれるとした。朝青龍は報道直後と同様疑惑を全面否定した。2008年（平成20年）10月27日、原告の元露鵬と元白露山が訴えを取り下げた。その一方で、「週刊現代」から八百長の告発を依頼されたが、必要がないことを理由にノーコメントとしている。
2009年（平成21年）3月26日、東京地裁は「執筆したフリーライター（武田）が直接取材した力士は1人だけで、5～15分程度」「朝青龍には別の記者を通じて数分間取材しただけ」「取材は極めてずさん」「記事の内容は真実でない」として、講談社側に4290万円の支払いと記事の取り消し広告の掲載を命じた。このうち朝青龍へは1100万円で、スポーツ選手一人の損害賠償として過去最高額となる。判決後、武田は「絶対の自信が僕らにはあります。ただ、裁判はある種、ゲームみたいなところもあるので」と発言した。被告側は控訴した。
2009年（平成21年）12月16日、東京高等裁判所の控訴審判決で朝青龍への賠償金の減額が命じられた。減額の理由は「高額過ぎるため」としている。一方、相撲協会および朝青龍以外の力士への賠償金、取り消し広告の掲載は一審と同じ内容を命じた。判決に対し週刊現代編集部は上告し、また「取り消し広告の掲載の命令は表現の自由を侵害しており、憲法違反である」と主張している。
第二次提訴
2008年（平成20年）10月16日に東京地裁で行われた口頭弁論では、被告側証人に武田と板井、原告側証人に北の湖が出廷。また、被告側は藤田を証人申請していたが、出廷はなかった。板井は昭和59年（1984年）7月場所での取組で、北の湖に白星を売ったと証言した。武田は自身の記事の証言者が藤田であると述べた。北の湖は自身のみならず、角界自体に八百長が存在しないと述べた。
2009年（平成21年）3月5日、「北の湖理事長がナメられる『八百長相撲』の過去」に対して北の湖前理事長と協会が原告となった裁判の判決で、東京地裁は「ほとんど裏付け取材をしていない。記事が真実だと信じる相当の理由はない」として、講談社側に1540万円の賠償と記事取消の広告掲載を命じた。被告側は控訴した。
2010年（平成22年）3月17日、東京高裁は控訴審の判決で賠償額を一審の1540万から440万に大幅減額を命じた。減額の理由は「原告の著名度に応じて名誉毀損の慰謝料を高額にすべきではない」（スラップ）という判断としている。一方で記事の内容は一審と同様名誉毀損を認め、取消広告の命令はそのままとなった。
第四次提訴
2008年（平成20年）12月9日、前述の音声テープを被告側が提出した。またこの日、宮城野がこの女性と会い、会話したことを認めたことが原告側の弁護士によって明らかになった。一方で、テープの内容については覚えていないとしている。2009年（平成21年）2月24日、被告側は宮城野と女性の証人申請を取り下げた。
2009年（平成21年）6月11日の口頭弁論では、北の湖と武田が出廷。北の湖は音声が宮城野のものであると認めた。一方で内容については宮城野が当日風邪薬を大量に服用しており、意識が朦朧としていたため内容は出鱈目であると話した。武田は北の湖に直接取材していないことを認めた上で、記事の内容は真実であると主張した。
11月9日、東京地裁は北の湖が八百長の仲介を指示したという事実は認められないとして、講談社側に385万円の賠償支払いを命じた。
講談社側は控訴し、2010年（平成22年）6月24日には二審の判決が下された。東京高裁は一審の判決を支持し、控訴を棄却した。

## 岡崎一明の肉声を公開
2025年3月23日、サタデーステーション（ANNニュース）にて、オウム真理教元幹部の岡﨑一明の肉声だとする1995年5月の約6時間にわたる音声データの一部を公開した。その音声データでは岡崎は以下のように語っていた。
- 「麻原は権力だよ。要するに、あれと同じだよフセインみたいなレベルよ。1つの国の上におればお山の大将だったらいいわけ。単細胞的な、ヒステリック的な感情の変化。崩壊の道を進むような進み方をするわけ、いつも」
- 「（母親が）『子どもだけは』って言ってたよ、初め。もう切羽詰まった声よ。（心境について）そらあもうしょうがないじゃん。しょうがないと言っちゃもちろん…そんな簡単なものじゃないって」（坂本弁護士一家殺害事件について）
- 「予言というか、要するに読心術みたいなものよ。言われた通りになるし、言われたビジョン、夢にしても何にしてもすべてが当たっていたり」
- 「おじいさんも、おばあさんも修行して、2LDKぐらいの家に住んで、医者もいて。最後まで死んだらオウムの方で埋葬する。修行だけの世界。天界みたいな世界よ。同じ意識を持つものばかりがそろっているから、いいなあという気持ちになるじゃない。そういう状態だったよ、初めは」（初期の教団の雰囲気については）
- 「（Q.危険な方向に走っていくのはどうしてか）それはいや（テロ行為は）選挙に出る相当、後ろだ」（オウム狂暴化の分岐点について）
- 「出家してくるわね、子どもたちが。やっぱり親たちの反発だよ。これらが団結し出した。あのへんから、何か戦わなきゃいけないという意識が出たんじゃない？そうしないと教団は潰されるというか」（衆議院選挙に出馬後の雰囲気について）
- 「布施というのは3つあるんよ。全額お金を払う。次は自分の身というか、働くとか。一番高い布施というのは命を預ける布施。自分がたとえ傷を負ったとしても体を犠牲にしてでも布施をするとか」
- 「判断がつかないような状態にきていると。普通の道徳とか慣習、そういうものがもう崩れているままだよ。VXガスをピュッとやられたんじゃ終わりやから。いや。本当よ。怖いもん。いつ殺されるかわからんもん」（脱会について）
- 「（麻原は）被害妄想ですべてうまくいかないのは国が悪いんだと、頭からそう考えているんだから、（悪いのは）全部日本だ、日本の国家だと。日本という政府に殺されたぐらいしか。（麻原は）今でもそう思っているんじゃない？」（麻原について）

以上

## 著書
- 『ガチンコ―さらば若乃花』（2000年9月、講談社）ISBN 4062103087
- 『Gファイル―長嶋茂雄と黒衣の参謀』（2006年10月、文藝春秋）ISBN 4163681906
- 『ブルーインパルス 大空を駆けるサムライたち』（2011年6月、文藝春秋）のち文庫
- 『大相撲改革論』（2011年9月、廣済堂新書）ISBN 433151580X
- 『零戦の子 伝説の猛将・亀井凱夫とその兄弟』（2014年11月、文藝春秋）ISBN 4163901736
- 『真・輪島伝 番外の人』武田賴政. 廣済堂出版, 2019.7
- 『桜華 防衛大学校女子卒業生の戦い』（2022年12月、文藝春秋）